# Жаконе
Жаконе, или Яконе, настоящее имя Якопо ди Джованни ди Франческо (фр. Jacone; итал. Jacopo di Giovanni di Francesco; 6 февраля 1495, Флоренция — 31 октября 1554, Флоренция) — итальянский живописец периода маньеризма, работавший преимущественно во Флоренции, Тоскана.

## Биография
Якопо родился во Флоренции в 1495 году и ещё мальчиком, около 1512 года, поступил в мастерскую Андреа дель Сарто и оставался там до смерти мастера в сентябре 1530 года, от которой он успел перенять вкус к экспрессивной резкости. Первым биографом Якопо был его современник Джорджо Вазари, который знал его хорошо и нарисовал экстравагантный портрет художника, терзаемого лишь завистью к его молодости и издевательствами, которые ему пришлось претерпеть в мастерской Андреа дель Сарто. Вазари сообщает нам, что в молодости Якопо написал во Флоренции множество картин на тему «Наши женщины» (Nostre Donne), и многие из них были отправлены во Францию флорентийскими торговцами, отсюда, возможно, французское прозвание художника: Жаконе.
Когда в 1518 году Андреа дель Сарто был вынужден покинуть Флоренцию и отправиться ко французскому двору по вызову Франциска I, Вазари уточнял, что он оставил мастерскую своим старшим ученикам; среди них был и Якопо. Остаётся весьма странным, что первое официальное появление Якопо ди Джованни в мире искусства произошло, когда ему было уже двадцать восемь лет — довольно солидный возраст для того, чтобы самостоятельно заниматься собственным творчеством. В 1523 году семья Мори заказала ему картину «Троица» с Девой Марией и святыми Николаем Толентинским, Маргаритой Кортонской, Мариано-дьяконом и евангелистом для церкви Санта-Лючия-деи-Маньоли во Флоренции, где она находится и поныне. Композиция этой панели вдохновлена некоторыми работами, созданными ранее Фра Бартоломео (1472—1517) и Сольяни (1492—1544).
Вопреки мнению Вазари, огромная страсть Жаконе и его интерес ко всему новому побудили его в 1524 году вместе с Бакиаккой (Франческо Убертини) отправиться в Рим, там он встретил своего старого друга Перино дель Вагу и, возможно, познакомился с Пармиджанино. По возвращении во Флоренцию он получил престижный заказ: фрески с изображением деяний семьи Буондельмонте и Филиппо Сколари Фьорентино (а не Александра Македонского, как писал Вазари) для фасада палаццо Буонтельмонти, выходящего на площадь Санта-Тринита во Флоренции, которые сам Вазари считал своим истинным шедевром. Эти работы были утеряны, однако сохранились некоторые из их рисунков. После чумы, свирепствовавшей во Флоренции в 1527 году, Жаконе бежал из Флоренции и переехал в Кортону, где написал два алтаря для церкви Санта-Мария-делле-Грацие-аль-Кальчинайо, датируемые 1528—1530 годами. На первом изображена Мадонна с Младенцем на троне между святыми Иоанном Богословом, Фомой Кентерберийским, Рохом и Иоанном Крестителем. От второго, разрушенного в девятнадцатом веке, сейчас сохранились две панели в Музее Этрусской академии в Кортоне. Для церкви в Читта-ди-Кастелло был создан алтарный образ, который сейчас хранится в муниципальной художественной галерее.
После смерти Андреа дель Сарто, которая произошла 29 сентября 1530 года, потеряв стабильную работу и финансовую поддержку, Жаконе решил поступить в мастерскую Понтормо, который впоследствии стал его новым наставником и важным источником вдохновения. Он стал работать во Флоренции и её окрестностях для семьи Каппони, постоянных клиентов Понтормо. Его рисунки того периода, которые теперь разбросаны по различным музеям мира, демонстрируют близость к творчеству Понтормо, Россо Фьорентино и Баччо Бандинелли, с изображением искажённых фигур в причудливых положениях. 
В 1525 году компания Compagnia dell'Orciuolo заказала художнику украшение триумфальной арки девятью сценами из Ветхого Завета для праздника Сан-Феличе-ин-Пьяцца; позднее эту работу частично выполнил Баккьякка. 
К этому периоду относится серия комнатных картин, которые Жаконе искусно создал, имитируя или почти копируя с некоторыми вариациями те же самые сюжеты, которые писал Понтормо. 
Тесные отношения Жаконе с Понтормо подтверждаются его сотрудничеством с Бронзино и Пьером Франческо Фоски в работе над фресками, выполненными в лоджии виллы Кареджи по заказу герцога Алессандро Медичи в 1536 году. Однако эти фрески позднее были утрачены.
Третий и последний большой алтарный образ, о котором нам известно и который был создан Жаконе в зрелый период его творчества, находится в Читта-ди-Кастелло и происходит из местной церкви Сан-Франческо. 
Его последняя известная значительная работа — «Мадонна с Младенцем и святой Марией Магдалиной» в музее Сарасоты, где влияние Понтормо на него наиболее очевидно. 
Жаконе был весёлым, проказливым, озорным, негодяем и в определенном смысле эксцентричным. Вазари называл его «живущим философски и хаотично» из-за того, что он присоединился к эксцентричной группе художников, включая Триболо, плотника Тассо и ювелира Пилото. Вазари с завистью называл их «шайкой тратящих время людей», которые любили проводить «ужины и вечеринки, развлекаясь» и играя с плиткой на стенах.
Рисунки Жаконе также включают сатанинские сцены и фигуры ведьм. Это говорит о том, что он, возможно, практиковал оккультные обряды или практики, связанные с колдовством.

## Галерея

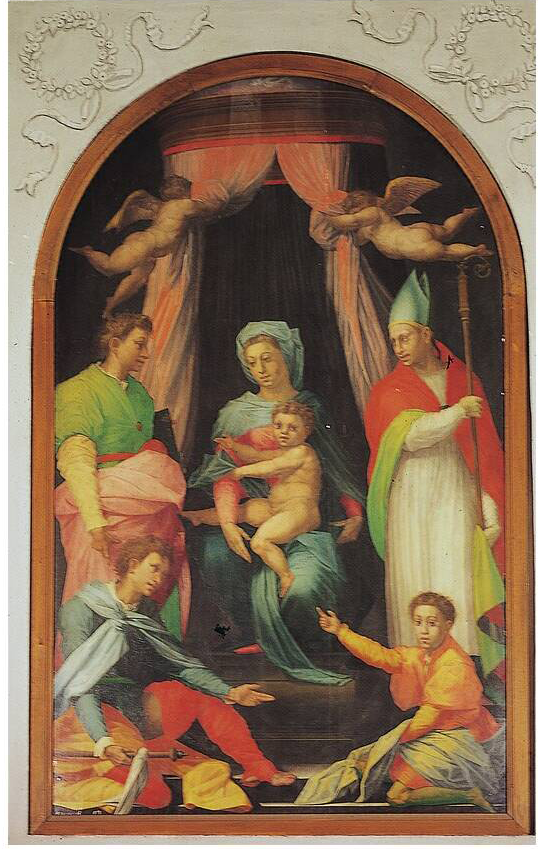
Мадонна с Младенцем на троне между святыми Иоанном Богословом, Фомой Кентерберийским, Рохом и Иоанном Крестителем. 1528–1530. Церковь Санта-Мария-делле-Грацие-аль-Кальчинайо, Тоскана
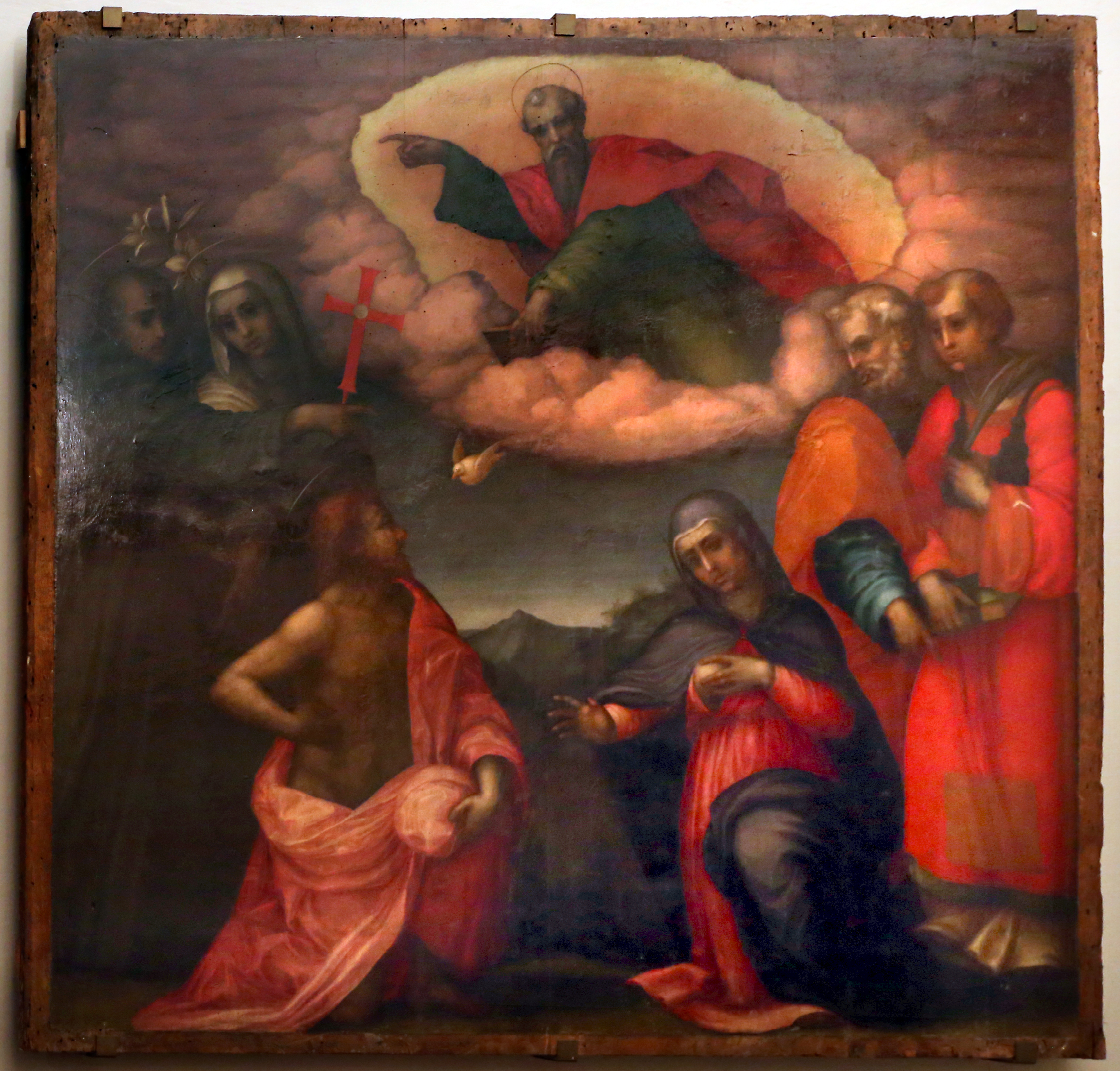
Двойное заступничество. 1523. Дерево, масло. Церковь Санта-Лючия-деи-Маньоли, Флоренция
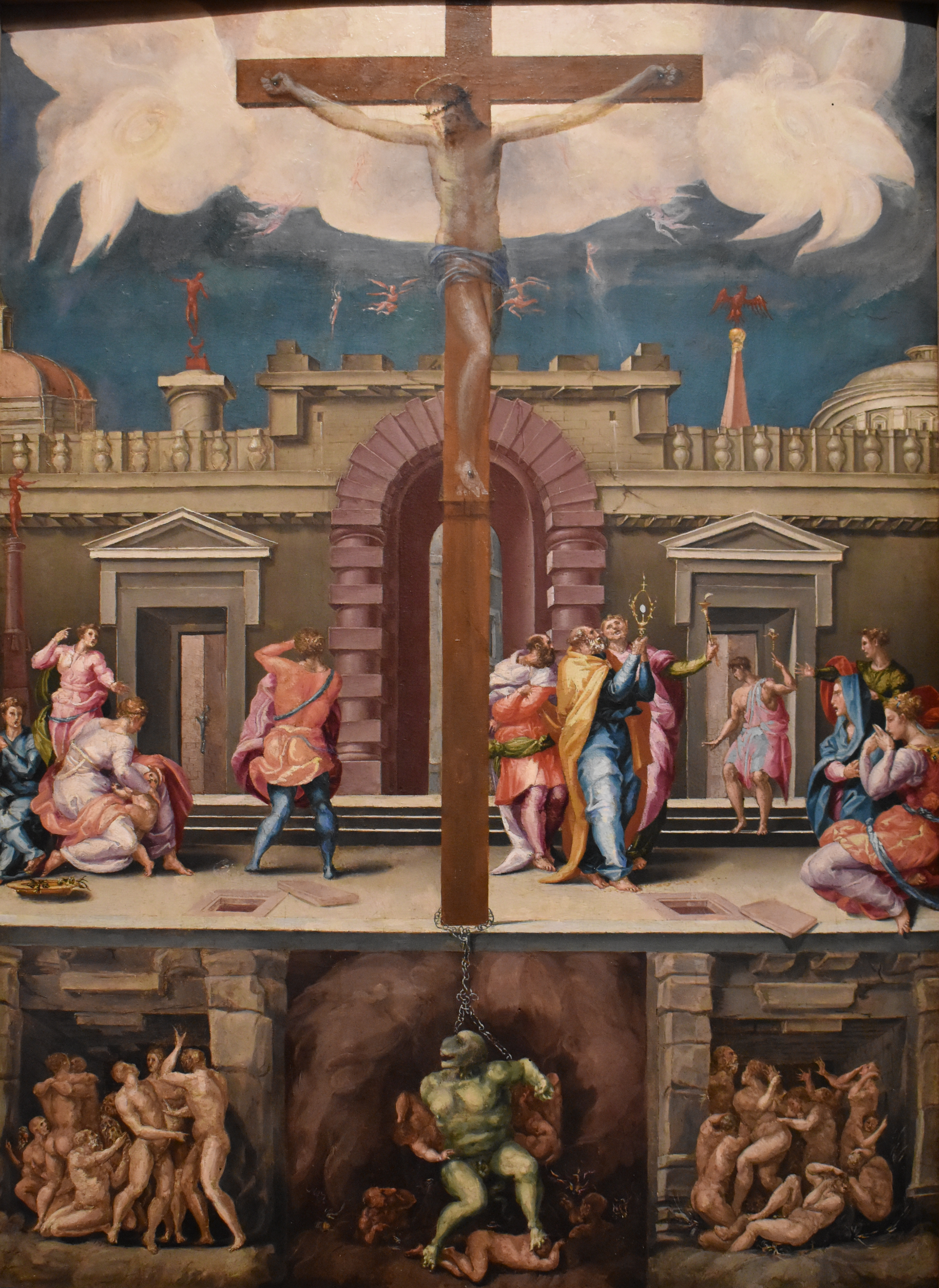
Христос на кресте. Аллегория воинствующей, торжествующей и страдающей Церкви. Дерево, масло. Музей Гране, Экс-ан-Прованс
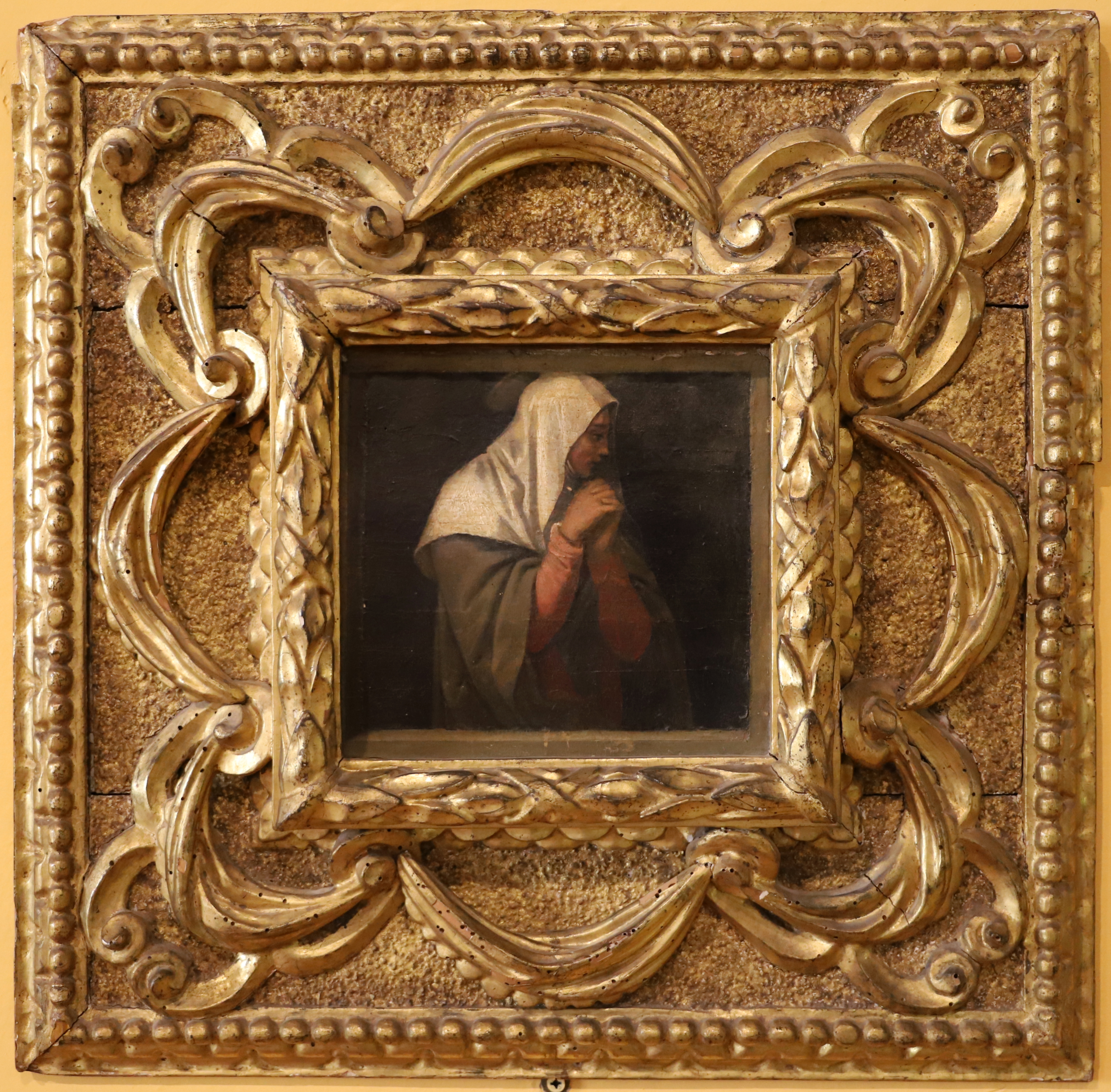
Скорбящие. Возможно, детали утраченного алтаря церкви Санта-Мария-делле-Грацие-аль-Кальчинайо. Между 1525 и 1535. Муниципальный музей, Кортона
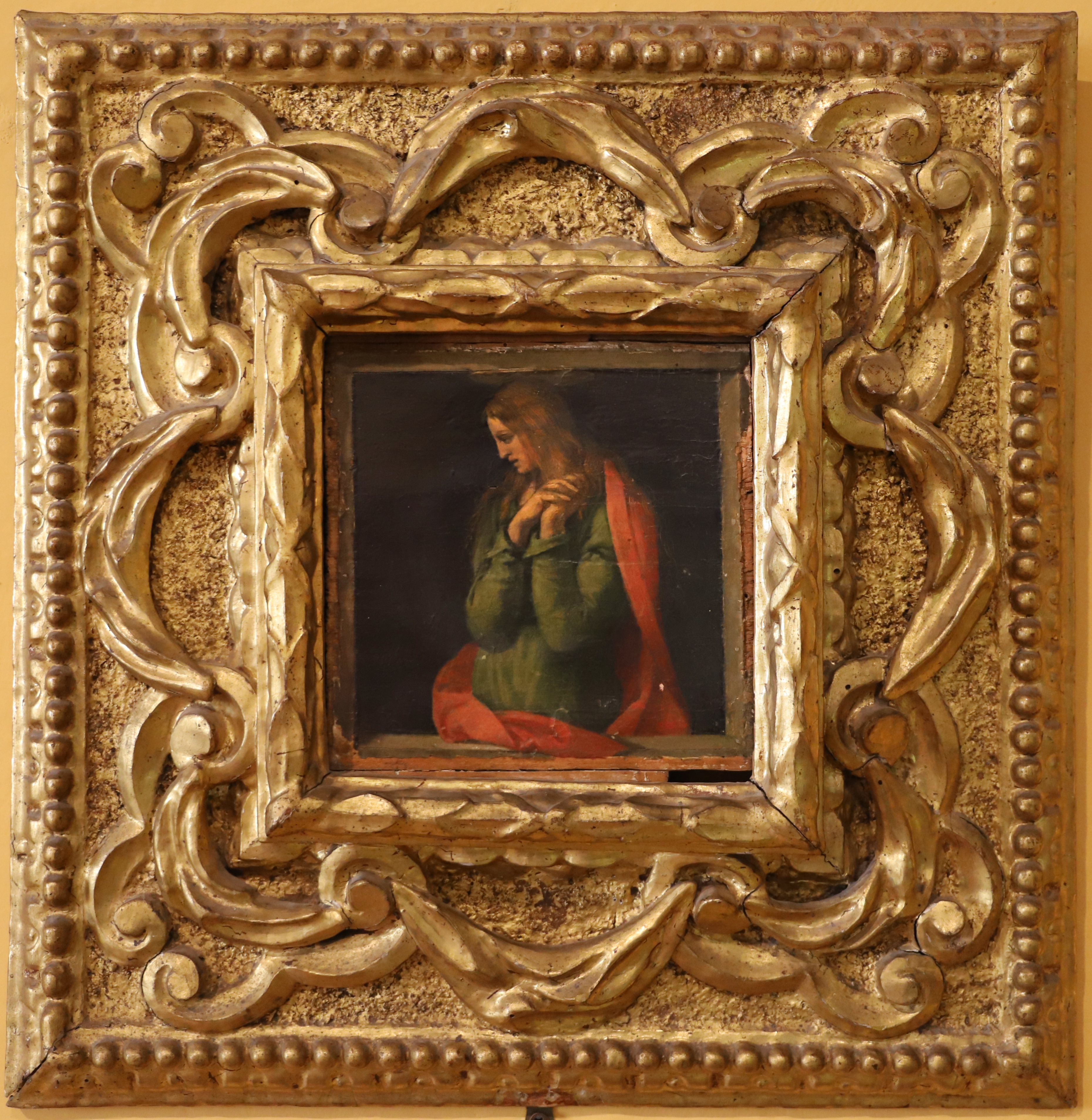